# Eleccions legislatives de Corea del Sud de 1971
Les Eleccions legislatives de Corea del Sud de 1971 es van celebrar el 25 de maig. El resultat va ser una victòria del Partit Republicà Demòcrata, que va guanyar 113 dels 204 escons a l'Assemblea Nacional amb una participació del 73,2%.
Tot i que el PRD del president Park Chung-hee va mantenir el control de la cambra, va perdre la majoria absoluta de dos terços que necessitava per modificar la llei, per la qual cosa Park ja no podria aspirar a una reelecció una vegada finalitzat el seu mandat el 1975. El fet que no es pogués trobar un successor clar per a Park dins del partit sumat a l'enfortiment de l'oposició en aquestes eleccions van portar el president a decretar la Llei marcial a l'octubre de 1972, en el que es va conèixer com a Restauració d'octubre, i instaurar una dictadura militar personalista que duraria fins a 1979.

## Resultats
|                        | Partit Republicà Demòcrata  | 5,460,581  | 48.77  | 86  | 27 | 113 | 16  |  |  |  |  |
|                        | Nou Partit Demòcrata        | 4,969,050  | 44.38  | 65  | 24 | 89  | 44  |  |  |  |  |
|                        | Partit Nacional             | 454,257    | 4.06   | 1   | 0  | 1   | Nou |  |  |  |  |
|                        | Partit Popular              | 155,277    | 1.39   | 1   | 0  | 1   | 1   |  |  |  |  |
|                        | Partit Socialista Demòcrata | 97,398     | 0.87   | 0   | 0  | 0   | 0   |  |  |  |  |
|                        | Partit de Masses            | 59,359     | 0.53   | 0   | 0  | 0   | 1   |  |  |  |  |
|                        | Total                       | 10,856,008 | 100.00 | 131 | 44 | 175 | =   |  |  |  |  |
|                        |                             |            |        |     |    |     |     |  |  |  |  |
| Vots vàlids            | Vots vàlids                 | 11,195,922 | 97.95  |     |    |     |     |  |  |  |  |
| Vots blancs i invàlids | Vots blancs i invàlids      | 234,280    | 2.05   |     |    |     |     |  |  |  |  |
| Total                  | Total                       | 11,430,202 | 100.00 |     |    |     |     |  |  |  |  |
| Inscrits/participació  | Inscrits/participació       | 15,610,258 | 73.22  |     |    |     |     |  |  |  |  |

### Per ciutat/província
| Regió             | Escons | Escons guanyats | Escons guanyats | Escons guanyats | Escons guanyats |   |   |
| Regió             | Escons | PRD             | NPD             | PN              | PP              |   |   |
| ----------------- | ------ | --------------- | --------------- | --------------- | --------------- | - | - |
| Regió             | Escons | Seül            | 19              | 1               | 18              | 0 | 0 |
| Busan             | 8      | 2               | 6               | 0               | 0               |   |   |
| Gyeonggi-do       | 16     | 11              | 4               | 0               | 1               |   |   |
| Gangwon-do        | 9      | 8               | 1               | 0               | 0               |   |   |
| Chungcheongbuk-do | 8      | 6               | 2               | 0               | 0               |   |   |
| Chungcheongnam-do | 15     | 11              | 4               | 0               | 0               |   |   |
| Jeollabuk-do      | 12     | 6               | 6               | 0               | 0               |   |   |
| Jeollanam-do      | 22     | 15              | 7               | 0               | 0               |   |   |
| Gyeongsangbuk-do  | 24     | 15              | 8               | 1               | 0               |   |   |
| Gyeongsangnam-do  | 18     | 9               | 9               | 0               | 0               |   |   |
| Jeju-do           | 2      | 2               | 0               | 0               | 0               |   |   |
| Circumscripcions  | 153    | 86              | 65              | 1               | 1               |   |   |
| Llista            | 51     | 27              | 24              | 0               | 0               |   |   |
| Total             | 204    | 113             | 89              | 1               | 1               |   |   |